# Печатники (станция метро, Люблинско-Дмитровская линия)
«Печа́тники» — станция Московского метрополитена, расположена на Люблинско-Дмитровской линии между станциями «Кожуховская» и «Волжская». Открыта 28 декабря 1995 года в составе участка «Чкаловская» — «Волжская». Названа по одноимённому району. Является самой мелкой из подземных станций московского метро. В связи с заимствованием трёхпролётного типа постройки (распространённого в основном в 1960-е годы), «Печатники» считаются одной из двух последних московских «станций-сороконожек» (другая — «Владыкино», открытая в 1991 году). На станции работает переход на одноимённую станцию Большой кольцевой линии.

## История
Станция открыта 28 декабря 1995 года в составе участка «Чкаловская» — «Волжская», после открытия которого в Московском метрополитене стало 157 станций.

## Архитектура и оформление
Станция колонная, трёхпролётная, мелкого заложения (глубина заложения — 5 метров, самая неглубокая подземная станция Московского метро). Колонны облицованы розовым мрамором, путевые стены — серым и чёрным мрамором, пол выложен разноцветным (чёрным, красным и серым) гранитом, образующим орнамент правильной формы. Освещение на станции производится светильниками оригинальной конструкции, вмонтированными в подвесной потолок волнистой формы, выполненный из анодированного алюминия. В вестибюле — большое панно, изготовленное в технике росписи по металлу на тему «Труд и отдых москвичей» (автор В. А. Бубнов). Снаружи подземный вестибюль отделан в белых и красных цветах.

## Вестибюли и пересадки
Выход в город (на улицы Гурьянова, Полбина и Шоссейная) осуществляется через восточный подземный вестибюль по лестницам. Западный наземный вестибюль долгое время был закрыт из-за ненадобности и использовался как эвакуационный выход, но 4 января 2025 года был открыт, став общим со станцией метро «Печатники» Большой кольцевой линии, на которую организована пересадка.
10 июня 2022 года открыта пересадка на платформу Печатники — остановочный пункт Курского направления Московской железной дороги и линии МЦД-2.

## Пассажиропоток
По состоянию на 2002 год пассажиропоток станции составил 25 050 человек.
По состоянию на 2017 год пассажиропоток станции составляет примерно 67 тысяч человек в сутки.

## Наземный общественный транспорт
На этой станции можно пересесть на следующие маршруты городского пассажирского транспорта:
- Автобусы: м77, 30, 54, 228, 292, 350, 438, 703, с724, 736, 764, 765, с790, Вч

## Путевое развитие
Перед станцией расположены съезды на двухпутную соединительную ветку в обслуживающее линию электродепо «Печатники».

## Аварии и происшествия
11 октября 2023 года в 10:22 на станции произошло столкновение двух составов, один из которых следовал без пассажиров из депо. Серьёзно пострадавших среди пассажиров не было, травмирован машинист. По предварительным данным, произошёл накат старого состава «Яуза», который следовал из депо без пассажиров, на уже стоящий на станции состав из вагонов 81-717.5М/714.5М, спровоцированный неверным решением машиниста Николая Козлова в виде отключения системы АРС, при этом не имевшего допуска к управлению подвижным составом.

## Галерея
| - Название станции на путевой стене. 14 декабря 2010 года - Поезд «Яуза» на станции. 14 декабря 2010 года - Вывеска. 14 декабря 2010 года - Закрытый западный выход со станции. 5 июня 2015 года - Переход на одноимённую станцию в центре зала. 1 марта 2023 года |

## Станция в цифрах
- Таблица времени прохождения первого поезда через станцию[13]:

| По чётным числам                | Будние дни | Выходные дни |
| По нечётным числам              | Будние дни | Выходные дни |
| В сторону станции «Кожуховская» | 05:36:00   | 05:36:00     |
| В сторону станции «Кожуховская» | 05:36:00   | 05:36:00     |
| В сторону станции «Волжская»    | 05:49:00   | 05:53:00     |
| В сторону станции «Волжская»    | 05:52:00   | 05:53:00     |